# Ida Heerfordt
Ida Marie Margrethe Heerfordt (født 22. juli 1834 i Skjoldborg, død 1. december 1887 i København) var en dansk maler. Hun var datter af sognepræst Christian Frederik Heerfordt og Anna Margrethe Asp og ugift. Ida Heerfordt er begravet på Assistens Kirkegård.

## Uddannelse
Elev af Frederik Ferdinand Helsted.

## Virke
Ida Heerfordt malede enkelte landskabsbilleder, men beskæftigede sig væsentlig med blomstermalerier og frugtstykker. Hendes værktitlers skelnen mellem voksende planter og opstillinger tyder på, at hun har malet både indendørs og i fri luft. I sine senere år udførte hun nogle kirkeinteriører, bl. a. det indre af Emmauskirken (udst. 1880), som blev skænket til Biskop Stein. Red.^

## Udstillinger
- Charlottenborg Forår 1866-74, 1876, 1880-81
- Kunstnerforeningen af 18. november 1882.

## Værker
- Blomsterstykke (udst. 1866); Frugtstykke (udst. 1866)
- En kurv med jordbær, omgivet af snerler (udst. 1867)
- Døde fugle og en fuglerede (udst. 1868)
- En kurv med violer (udst. 1869)
- Frugt og blomsterstykke (udst. 1870)
- Voksende jordbær og roser (udst. 1871)
- Voksende forårsblomster (udst. 1872)
- Frugtstykke (udst. 1873)
- En kaktus og primulaer (udst. 1874)
- En kurv med jordbær, asparges, melon samt blomster på en havebænk, omgivet af caprifolier og vilde roser (udst. 1876)
- Det indre af Emmauskirken (udst. 1880, skænket til Biskop Stein)
- Voksende guldregn, syrener og sneboller (udst. 1881)
- Det indre af Christiansborg Slotskirke (udst. 1882)
- En vase med bregner og blomster (udst. 1882)
- Grønne og blå druer (udst. 1882)
- Voksende guldregn og syrener (udst. 1882).

Hendes billeder er også i nyere tid blevet solgt på auktion, såvel på Artnet og Christie's som på Bruun Rasmussen.

## Galleri
| Kilde: Wikimedia Commons |  | 27. oktober 2003: Solgt på Bruun Rasmussen, lot 38/2110. |